# Stanislav Mach
Stanislav Mach (4. září 1906 Jilemnice – 24. prosince 1975 Čáslav) byl český hudební skladatel a pedagog.

## Život
Na housle se učil hrát v Jilemnici a později na hudební škole v Pardubicích i hru na varhany u Františka Michálka, pozdějšího pedagoga Janáčkovy akademie múzických umění v Brně. V harmonii a kontrapunktu byl jeho učitelem Jiljí Walter, regenschori v kostele u Pražského Jezulátka v Praze (Kostel Panny Marie Vítězné a svatého Antonína Paduánského).
Založil v Jilemnici hudební školu a Cyrilskou jednotu a stal se sbormistrem pěveckého spolku Branislav. Oženil se se zpěvačkou a varhanicí Gabrielou. Spolu s manželkou pozvedli úroveň ochotnického tělesa tak, že byli schopni uvést mimo jiné i Smetanovu Českou píseň a několik oper (Smetana: Prodaná nevěsta, Vilém Blodek: V studni, Antonín Dvořák: Tvrdé palice, Karel Bendl: Starý ženich). V děkanském chrámu založil tradici koncertů chrámové hudby. Každodenní styk s chrámovým prostředím jej přivedl ke kompozici mnoha skladeb určených pro chrámové potřeby. V roce 1939 zkomponoval mši Missa in honorem Sancti Venceslai, op. 64 pro smíšený sbor, orchestr a varhany s citací svatováclavského chorálu Nedej zahynouti nám, ni budoucím, kterou reagoval na německé ohrožení.
Po obsazení pohraničí Němci odešli oba do Čáslavi, kde působil jako ředitel kůru a učitel (v roce 1946 ředitel) hudební školy. Dále se věnoval sbormistrovské a organizační činnosti. Byl sbormistrem Hlaholu a v Čáslavi zavedl pravidelné koncerty pod názvem Čáslavské hudební středy a založil i hudební festival Dusíkova Čáslav.
Sedmdesátá léta přinesla nucené omezení činnosti v oblasti chrámové hudby. V roce 1969 musel odejít z funkce ředitele hudební školy, ale dál pokračoval v organizační práci až do tragické smrti obou manželů na Štědrý den roku 1975.
Kompoziční styl skladatele vychází z hudby českých romantiků (Smetana, Dvořák, Josef Bohuslav Foerster) a nesnaží se o žádné novátorské postupy. Jeho chrámová hudba navazuje na tradici venkovských kantorů. Po stránce melodiky i pěvecké techniky bere ohled na možnosti amatérských kůrových zpěváků a hudebníků. I proto jsou jeho skladby dodnes na kůrech kostelů živé. Velký význam má jeho pedagogická literatura a to zejména instruktivní skladby pro housle a klavír, ve kterých vycházel ze Ševčíkovy houslové školy.

## Dílo

### Mše
- Missa solemnis in D op. 23, pro smíšený sbor, varhany a orchestr (1931)
- Missa in E op. 29, pro smíšený sbor a varhany (1933)
- Missa brevis et facilis in B op. 35, pro smíšený sbor, varhany a orchestr (1934)
- Missa in honorem sncti Venceslai in F op. 64 pro smíšený sbor a varhany (1939)
- Missa in honoriem sncti Joannis Nepomuceni op. 88, pro mužský sbor a varhany (1943)
- Missa Adventus et Quadragesimae op. 102 (sine Gloria). Smíšený sbor a capella (1944)
- 1. vánoční mše česká na slova Dra Tomíška op. 94. pro smíšený sbor a malý orchestr
- 2. vánoční mše česká k poctě Pražského Jezulátka op. 108. pro smíšený sbor, malý orchestr a varhany
- Requiem in stylo facili pro smíšený sbor a varhany op. 111 (1946)
- Graduale a Offertorium na neděli X. po sv. Duchu op. 105, pro smíšený sbor a capella,

### Další chrámové skladby
- Vexilla regis a Ecce quomodo moritur op. 75, pro smíšený sbor a capella
- Regina coeli laetare op. 82, pro smíšený sbor a varhany
- Šest vložek k mimoliturgickým pobožnostem op. 2.
- Jesu, dulcis memoria op. 107. Pro soprán sólo s průvodem varhan
- Ave Maria op. 24, pro alt nebo bas s průvodem violoncella a varhan
- Ave Maria op. 83, pro smíšený sbor a capella
- Svatý Václave op. 71, pro mužský sbor a capella na slova J. V. Sládka
- Zdrávas Královno op. 90a, pro soprán sólo s průvodem varhan
- Sbor pro bohoslovce op. 90b, pro mužské hlasy a capella
- Matutinum o půlnoční pro smíšený sbor a varhany, op. 93
- Dvě biblické písně pro střední hlas, op. 29.
- Čtyři smuteční sbory pro smíšený sbor a capella op. 4
- Osm smutečních sborečků op. 39. pro smíšený sbor a capella
- Usnulo srdce op. 51. Mužský sbor a capella
- Dva pohřební zpěvy op. 46, 42a.
- Modlitba za vlast op. 106c. Slova Václav Beneš Třebízský. Pro sólový hlas s průvodem varhan nebo orchestru.
- Uvítání kněze op. 9. Na slova z kancionálu Svatojanského, pro smíšený sbor, varhany a žestě
- Pastorella v Ges-dur op. 8
- Pastorella v Ges-dur op. 10
- Tři pastorelly op. 50
- Pastorella v Ges-dur op. 7
- Koleda op. 104. Směs vánočních písní pro 1—2 dětské hlasy s průvodem varhan nebo orchestru.
- Litanie Lauretánská op. 67. Český text.

### Mešní písně
- Bože, Otče, smiluj se! op. 68. Mešní lidová píseň
- Mešní píseň k sv. Petru a Pavlu,
- Rozleťte se, zpěvy, vzhůru! Mešní píseň velikonoční
- Mešní píseň k Panně Marii. (Pospěš, duše, do svatyně...)
- Mešní píseň za blaho vlasti. (Zajásej, národe, ve hlahol svatý!)
- Krásná Paní na Karmelu.
- Mešní píseň o svatém kněžství. (Pro kněžské soboty, kvatembrové dny a kněžské slavnosti.)
- Píseň k Panně Marii čáslavské.
- Píseň k Pražskému Jezulátku.
- Píseň k pobožnosti za kněze.

### Varhanní skladby
- Thematická praeludia pro varhany op. 6
- Fantasie na chorál svatováclavský op. 8, pro varhany
- Sto praeludií pro varhany op. 87

### Světské sbory
- Země ty česká op. 25. Mužský sbor a capella na slova J. Zeyera
- Probuzení op. 32. Kantáta k oslavě spolku — pro soprán sólo, smíšený sbor a orchestr
- Tři dětské sbory op. 36
- Tři oslavné sbory op. 43. Pro mužský sbor a capella
- Píseň sedláka — Podzimní op. 44. Mužský sbor
- Naše česká píseň op. 47. Mužský sbor
- Dvě zdravice op. 49.( I. pro mužský sbor a capella, II. pro dvouhlasý ženský sbor s průvodem klavíru.)
- Krásná země op. 52. Mužský sbor a capella.
- Nesmrtelným op. 59. (K odhalení pomníku.) Mužský sbor
- 7. březen — 14. září op. 112. Dva mužské sbory a capella

### Písně
- Dvě písně pro soprán s průvodem klavíru op. 3.
- Jilemnické písničky op. 73. Cyklus deseti písní pro jeden hlas
- Památce matčině op. 77. Píseň pro baryton s průvodem klavíru.

### Orchestrální skladby
- Pod dubem op. 15. Koncertní polka pro fagot s průvodem klavíru neb orchestru.
- Slavnostní ouvertura pro orchestr op. 31.
- Variace na píseň „Sil jsem proso“ pro fagot a orchestr op. 40
- Dva smuteční pochody op. 41, pro dechovou hudbu
- Dva pochody pro dechovou hudbu op. 50.
- Koncertní mazurka pro fagot s průvodem klavíru nebo orchestru op. 78
- Klavírní kvintet (1960)

### Jevištní díla
- Šípková Růženka op. 37. Pohádková opera o 3 jednáních na slova Josefa Metelky.
- Jak Janíček hlídal růže op. 5. Melodram na slova V. Kaluse s průvodem klavíru
- Čarovné housle (dětská opera, M. Holková, 1955, provedeno 1957),
- Stříbrná studánka (František Wenig a Josef Kožíšek, 1950).

Dále zkomponoval mnoho instruktivních skladeb pro klavír, housle a housle s doprovodem klavíru.